# Amira Hass
Amira Hass (Jersusalem, Israel, 28 de juny de 1956) és una periodista israeliana. El 1993 es va instal·lar a Gaza i des de 1997 viu a Ramal·lah, Cisjordània, convertint-se en la primera periodista israeliana resident en els territoris ocupats.
Des de Ramal·lah, ha treballat com a corresponsal del diari israelià Haaretz. Ha escrit sobre l'ocupació israeliana i la societat palestina des de 1991. És autora del llibre Cròniques de Ramal·lah (2005), testimoni excepcional de la realitat dels territoris ocupats, que ha estat traduït a cinc idiomes. També ha publicat Drinking the Sea at Gaza (2000) i Domani andra peggio (2004), un recull de les columnes que escriu per al setmanari italià Internazionale.